# Heijkersbroek
Het Heijkersbroek is de naam van een natuur- en recreatiegebied ten zuidwesten van Ell.
Het 55 ha grote gebied ligt op de rechteroever van de Tungelroyse Beek en sluit aan op De Krang, dat zich tot aan de linkeroever uitstrekt. Het gebied werd in de jaren '60 van de 20e eeuw aangelegd door de toenmalige gemeente Hunsel en het wordt mede beheerd door Bosgroep Zuid Nederland.
Het gebied was een moeras dat, door het kanaliseren van de Tungelroyse Beek, pas in de jaren '50 van de 20e eeuw kon worden ontwaterd. Er werden populieren aangeplant en op de drogere delen ook grove den. Kwel is echter gebleven, waardoor bepaalde ecologische processen bleven voortduren. Door zandwinning is een visvijver ontstaan. In het kader van natuurherstel zijn er ook enkele poelen gegraven.
Het terrein is leefgebied voor de boomkikker en wilde zwijnen. Ook diverse zeldzame planten komen er voor, zoals teer guichelheil, draadgentiaan, schildereprijs, kleine zonnedauw, klokjesgentiaan, pilvaren, kruipbrem en blauwe zegge.